# Бжег
Бжег (пол. Brzeg [bʐɛk] — «берег», нем. Brieg) — город в Польше, входит в Опольское воеводство, Бжегский повят. Занимает площадь 14,7 км². Население — 38 496 человек (на 2004 год). Расположен на берегу реки Одра. Действует железнодорожная станция Бжег  на международной железнодорожной линии Киев — Краков — Дрезден.

## История
Город был основан в первой половине XIII в результате проводимой немецкой колонизации восточных земель на месте существовавшего здесь ещё до 1200 года рыбачьего поселения. При основании города, спланированного с чётко, под прямым углом пересекающимися улицами с торговой площадью в центре — обычной планировкой немецких колонизационных поселений на востоке Европы, Бжег был окружён мощной крепостной стеной, которая была обновлена в 1300 году, а затем — ещё дважды, во время Тридцатилетней войны и при присоединении города к Пруссии в 1742 году, когда были возведены новые бастионы.
В 1311—1675 годах Бжег (который ранее носил название Бриг, нем. Brieg) был резиденцией правителей Бжегского герцогства, представителей одной из линий силезских Пястов.

План города Бжег на немецком языке, 1928 г.

С 1842 года — железнодорожная станция Бжег на линии Вроцлав — Ополе.

## Известные люди
- Адольфи, Генрих (1622—1686) — учёный-лингвист, священнослужитель.
- Ваккан Геозеллес, Иоганн Петер Теодор фон (1754—1844) — австрийский генерал, дипломат.
- Домарадски, Мечислав (1949—1998) — учёный-археолог.
- Кретиус, Константин (1814—1901) — немецкий живописец, профессор живописи. Действительный член Берлинской академии искусств.

## Города-партнёры
- Бурк-ан-Брес
- Гослар
- Эккернфёрде
- Бероун

## Фотографии

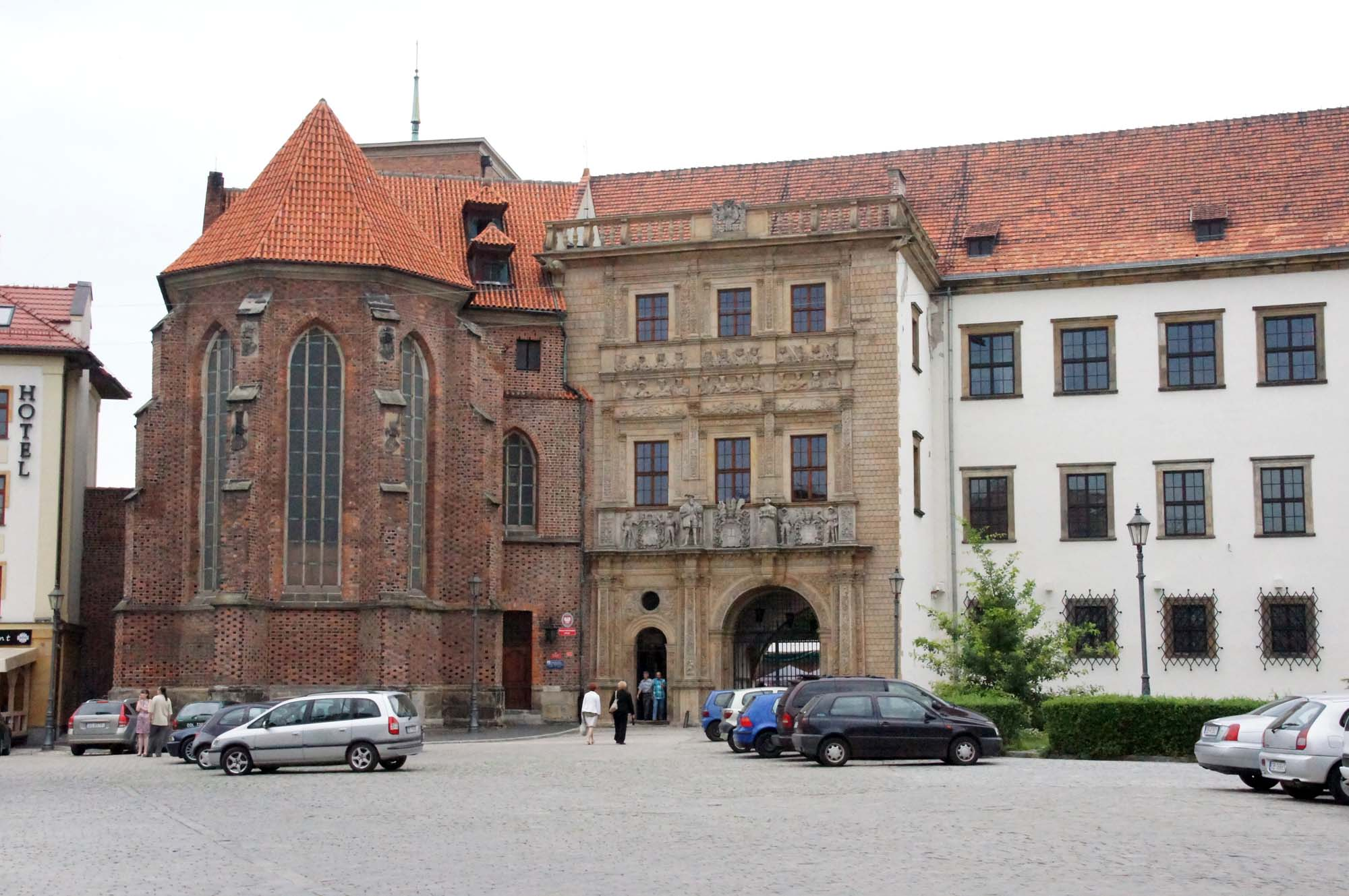
Замок
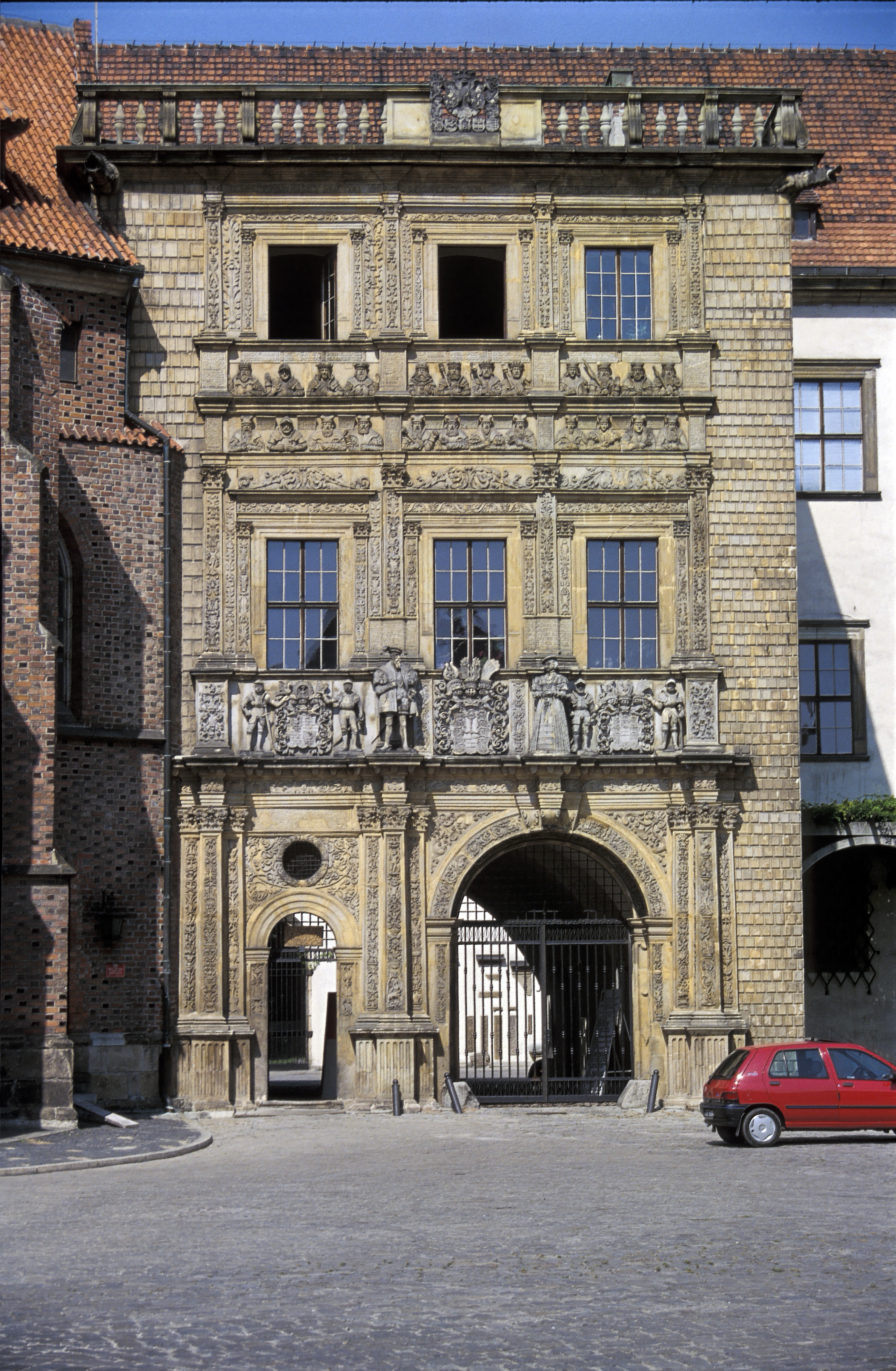
Ворота в замок
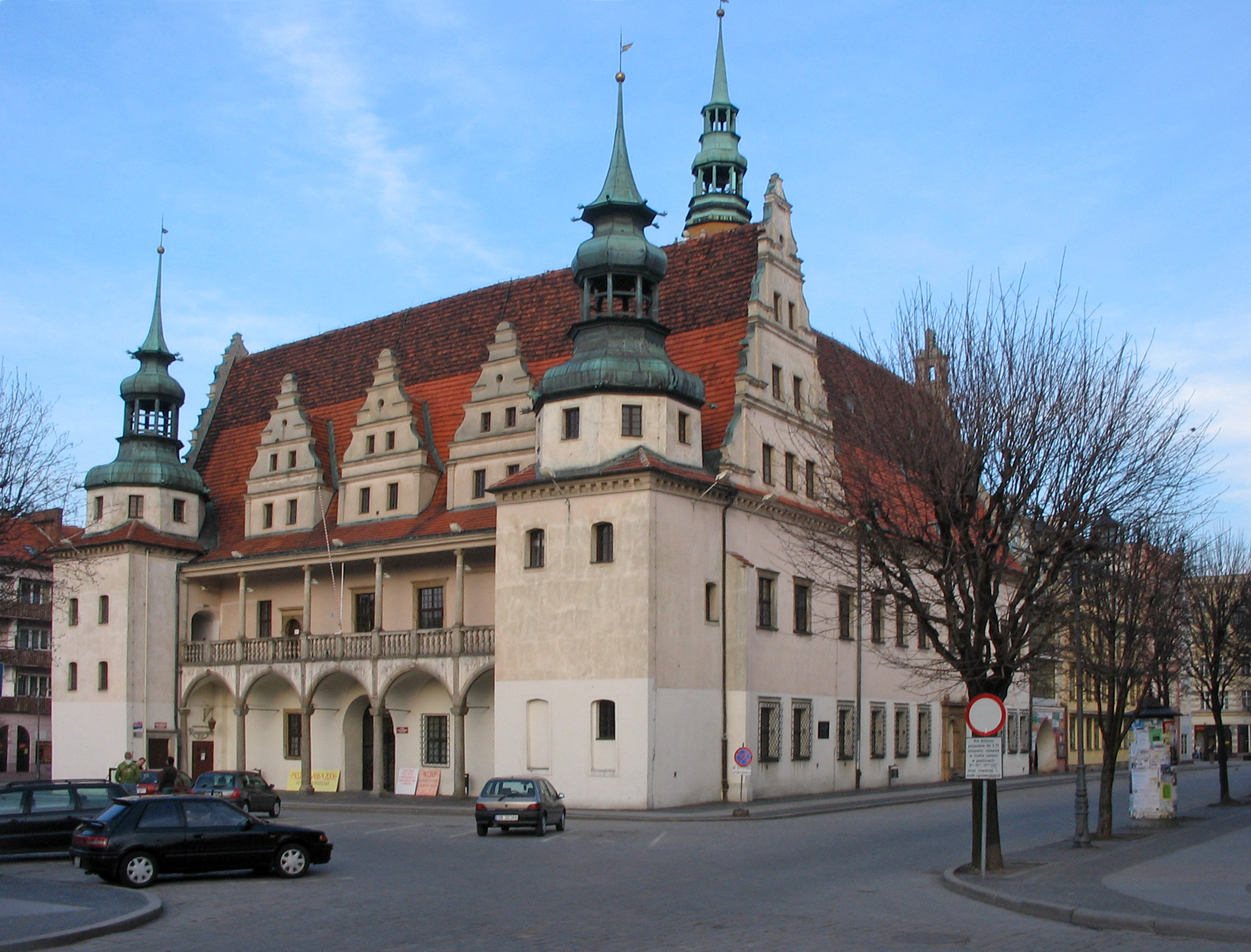
Ратуша
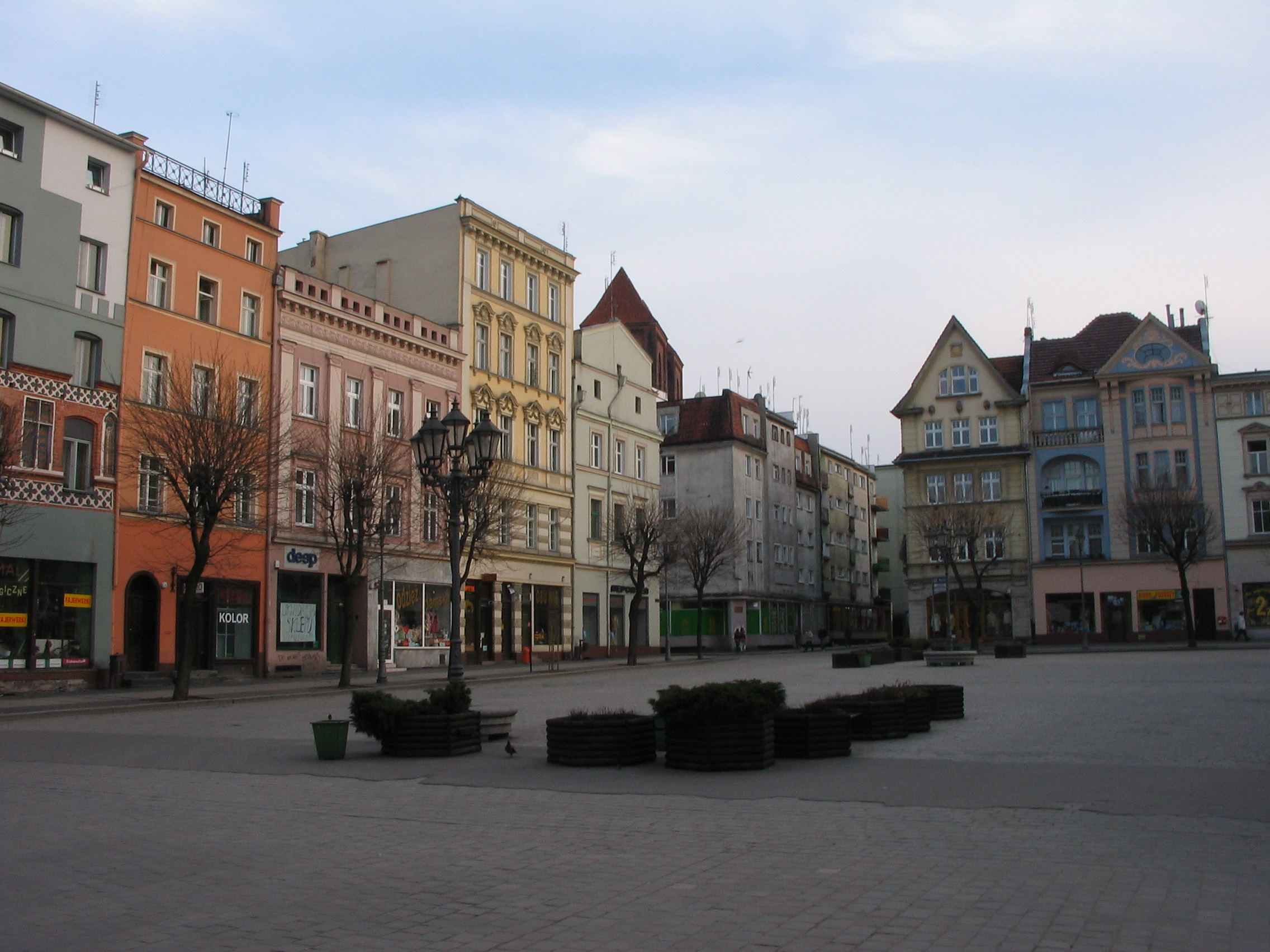
Рыночная площадь
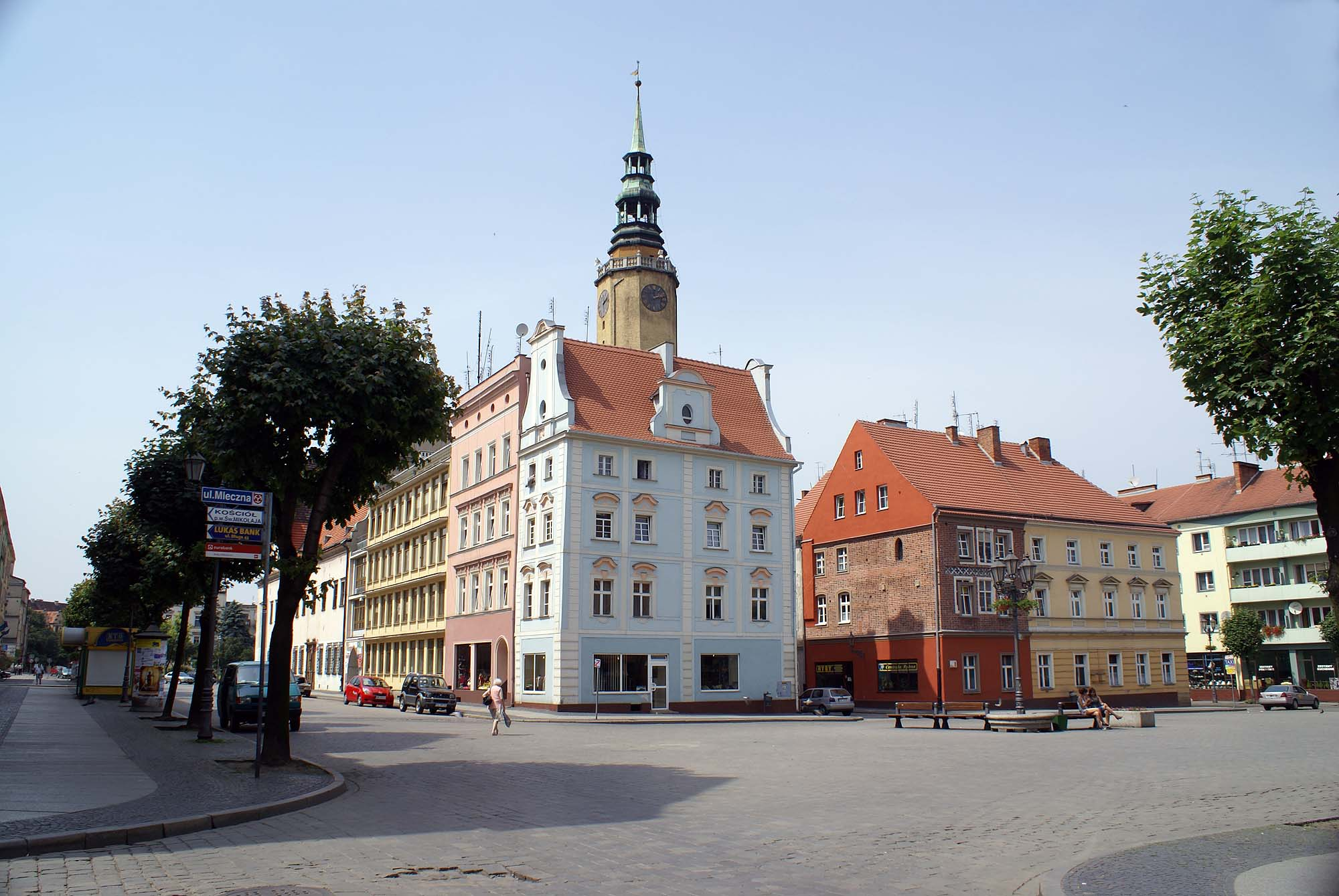
Здания на рыночной площади
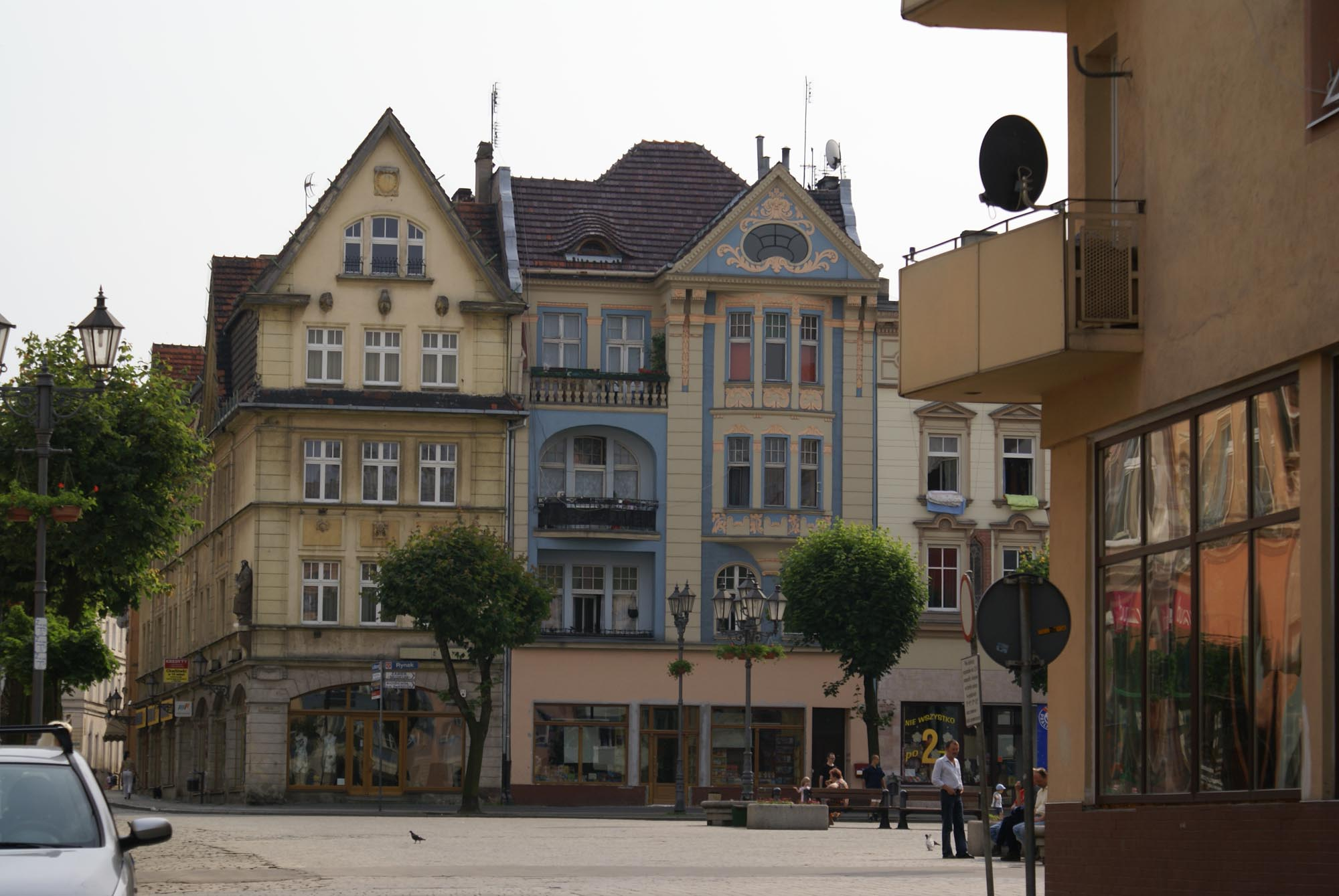
Дом
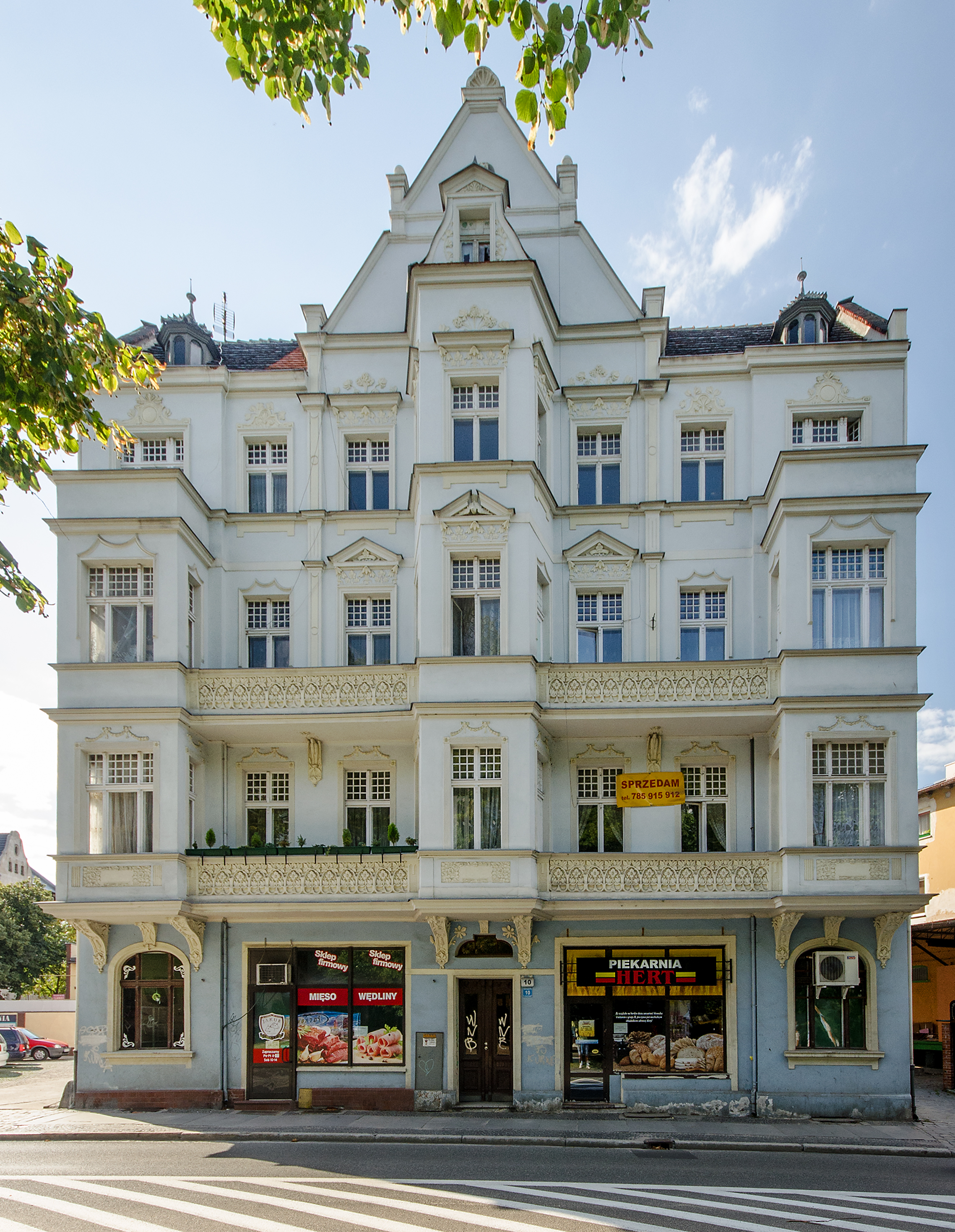
Дом
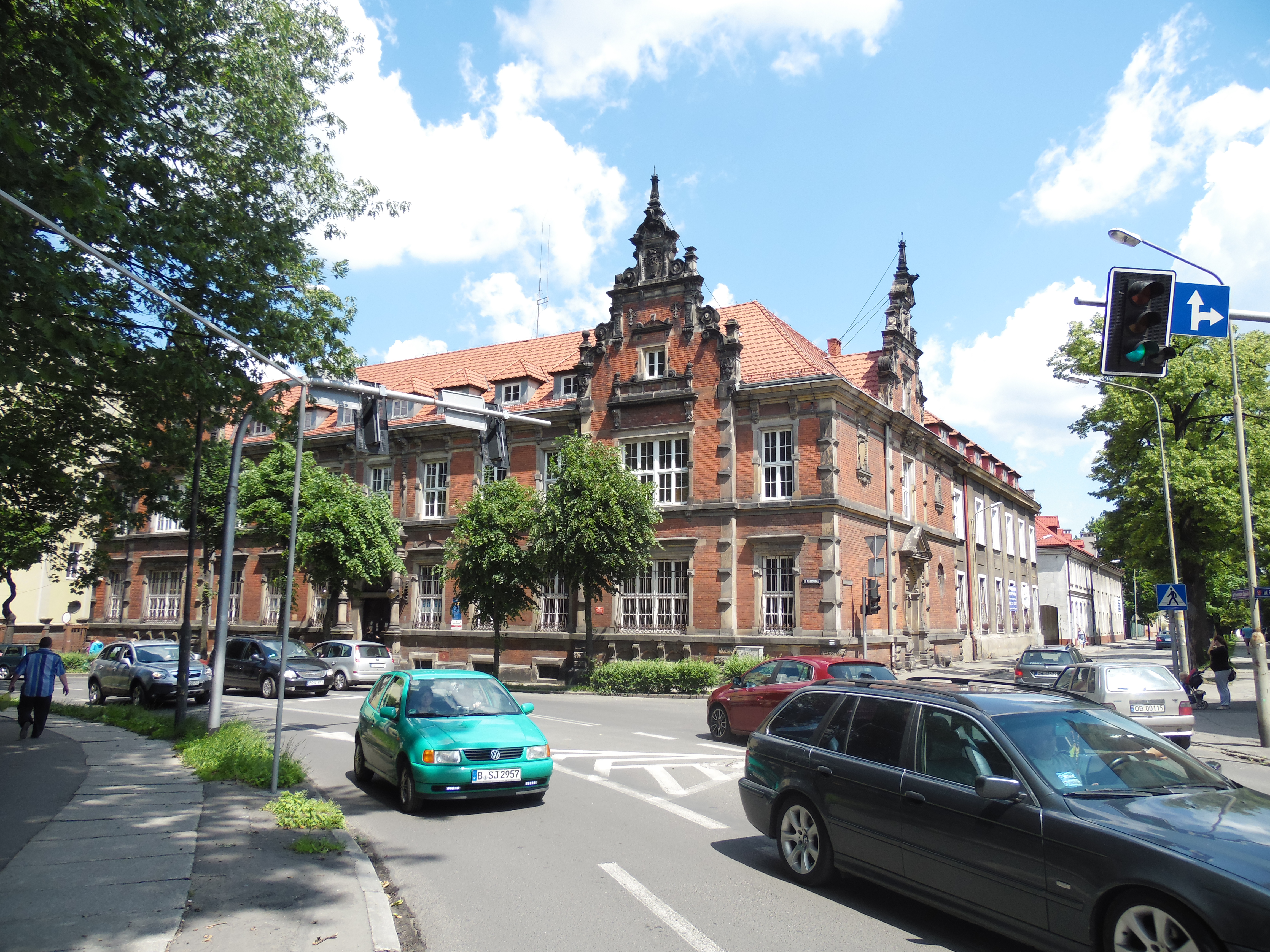
Историческое здание
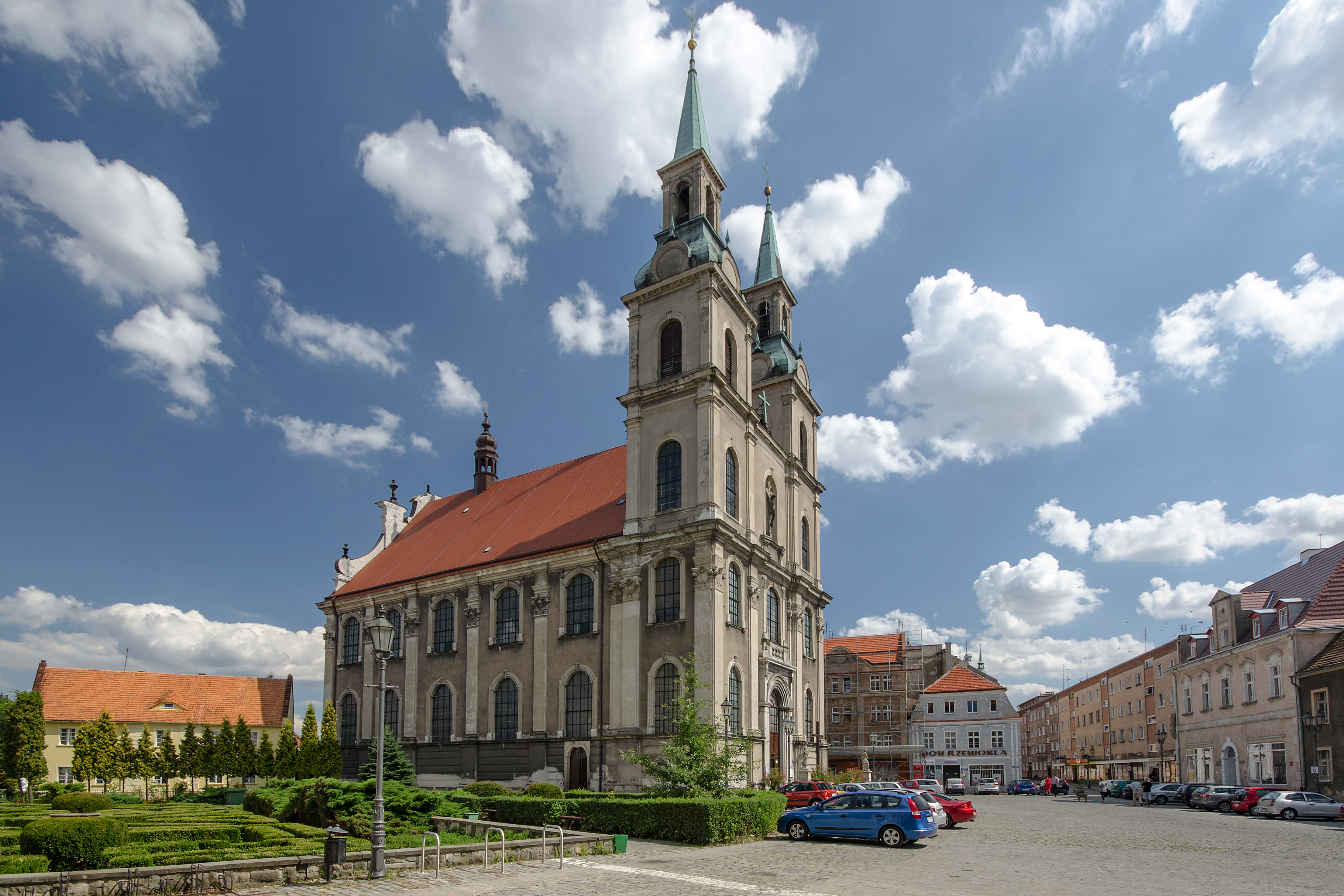
Церковь
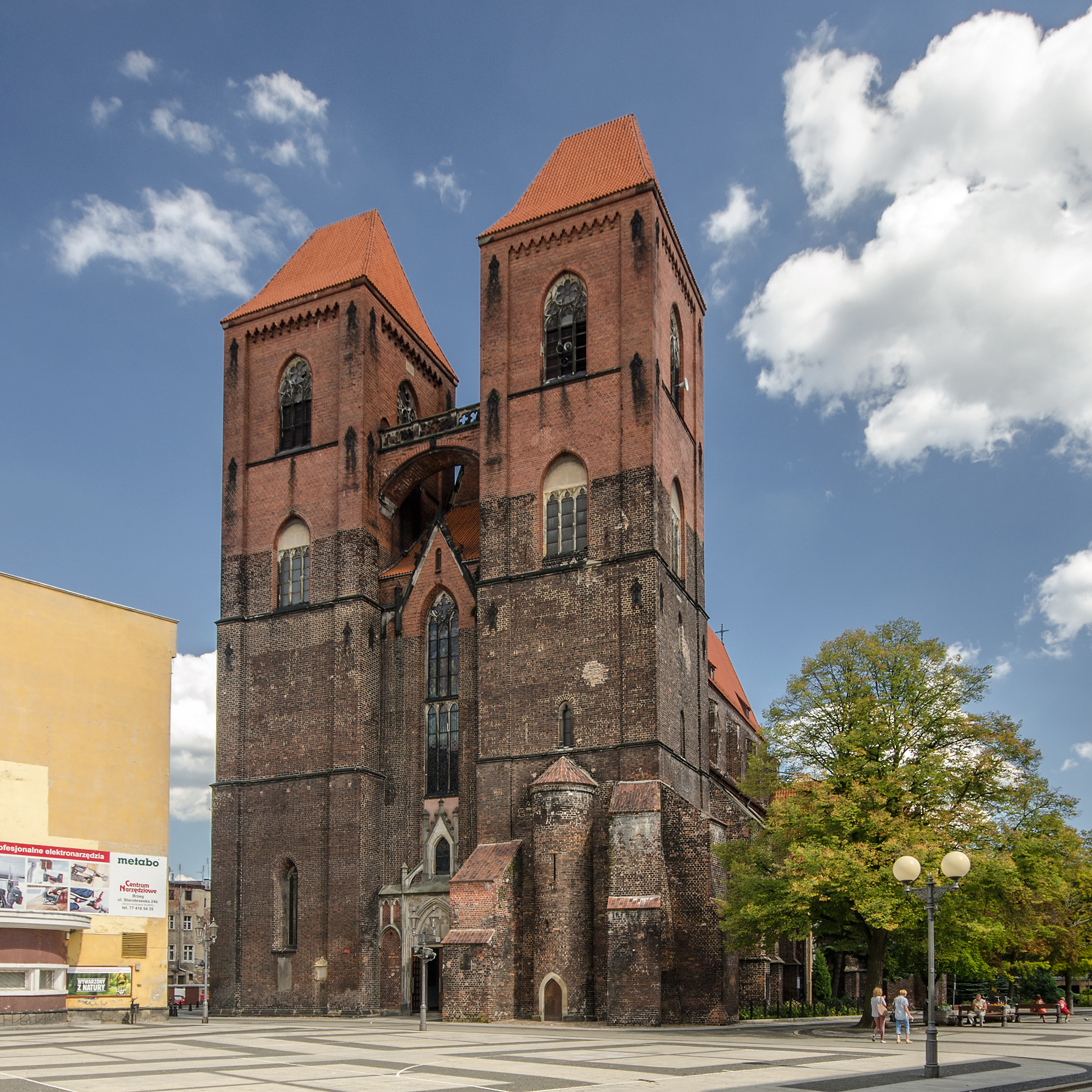
Церковь Св. Николая
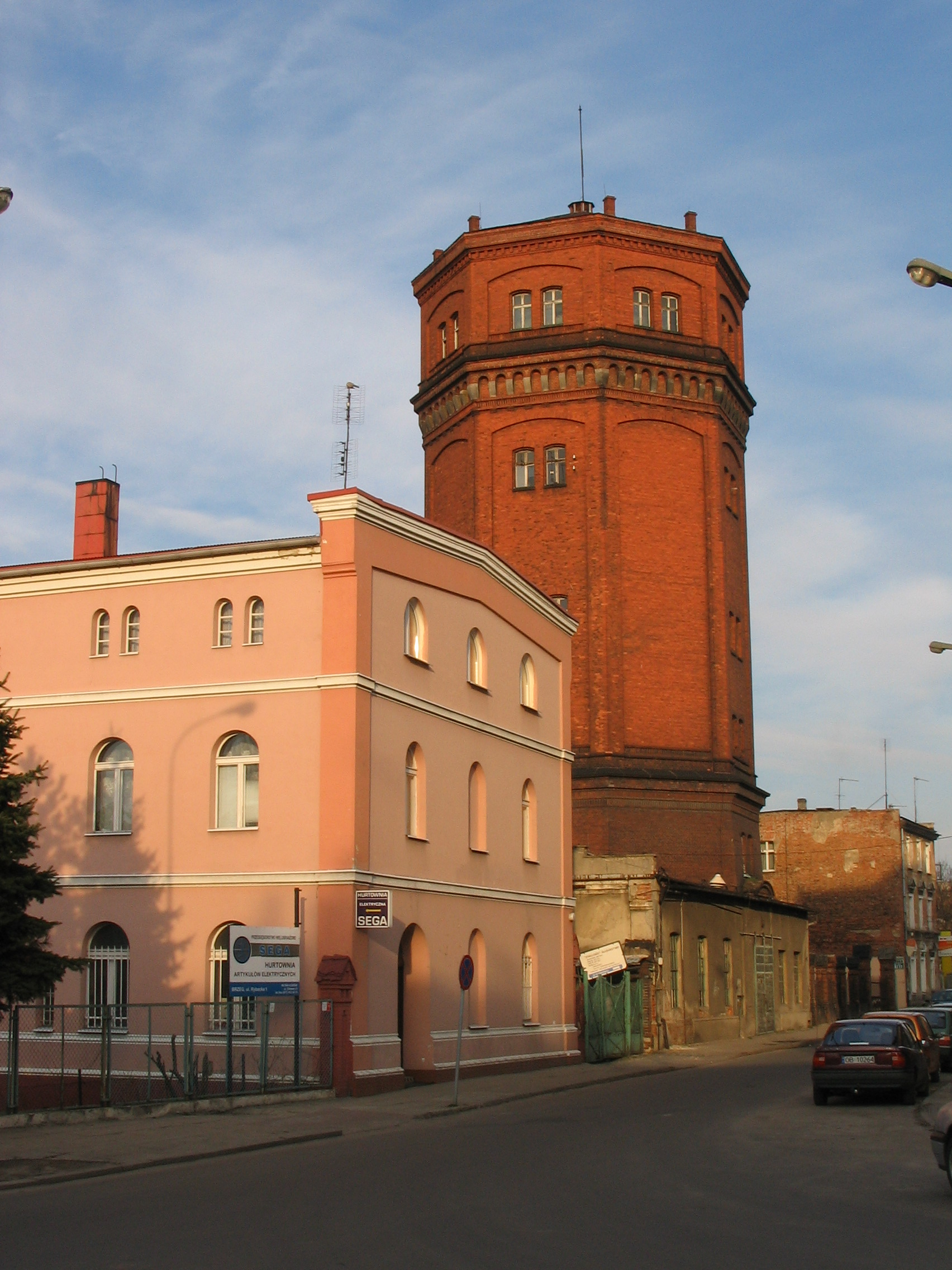
Водонапорная башня